# De woestijnrovers
De woestijnrovers is een stripverhaal in de reeks Buck Danny. Het verhaal werd in 1952 gepubliceerd. Dit is het tweede verhaal in een drieluik en was een vervolg op De smokkelaars van de Rode Zee.

## Het verhaal
Sonny Tuckson vliegt met zijn belager Jake in noodweer. Tijdens de vlucht passeert er een vliegtuig van de basis in Riyad, die verdwaald is. Jake wil niet ontdekt worden en geeft de piloot foute instructies waardoor hij met zijn vliegtuig te pletter stort tegen een berg. Omdat Sonny wil weten wat ze vervoeren doet hij net alsof hij luchtziek wordt en controleert de inhoud. Hij neemt wat mee om later aan Buck en Jerry te laten zien. In de basis laat hij dit zien en ontdekken ze dat het hasj is waardoor ze weten dat Bronstein niet enkel wapens maar dus ook drugs smokkelt. Geheim agente XB-16, Muriel, kan Buck en Tumbler bevrijden. Ze geraken bij emir Hussein en vertellen hem alles, maar komen er dan achter dat die onder een hoedje speelt met Bronstein. Tijdens een zandstorm weten ze te ontsnappen en worden ze opgepikt door Sonny met zijn vliegtuig. Bij het opstijgen worden ze wel beschoten waardoor het vliegtuig verderop een noodlanding moet maken. De geheime dienst weet hen uiteindelijk te bevrijden.